# 248

## Esdeveniments
- Dàcia: Els sàrmates envaeixen la província.
- Imperi Romà: Tres personatges a les províncies exteriors es subleven contra l'autoritat d'emperador romà Felip l'Àrab autoprocalmant-se ells mateixos emperadors: Pacatià a Mèsia; Jotapià a Síria; i Silbanac a Germània.
- Roma: Se celebren els Jocs Seculars per darrera vegada, en ocasió del mil·lenari de la fundació de la ciutat.
- Cartago: Sant Cebrià és elegit bisbe de la ciutat.

## Naixements
- Drepanum (Bitínia): Santa Helena de Constantinoble, emperadriu mare de Constantí I el Gran. (m. 329)

## Necrològiques
- Mèsia: Pacatià, usurpador del títol imperial és assassinat pels seus soldats.